# Bécsi kódex

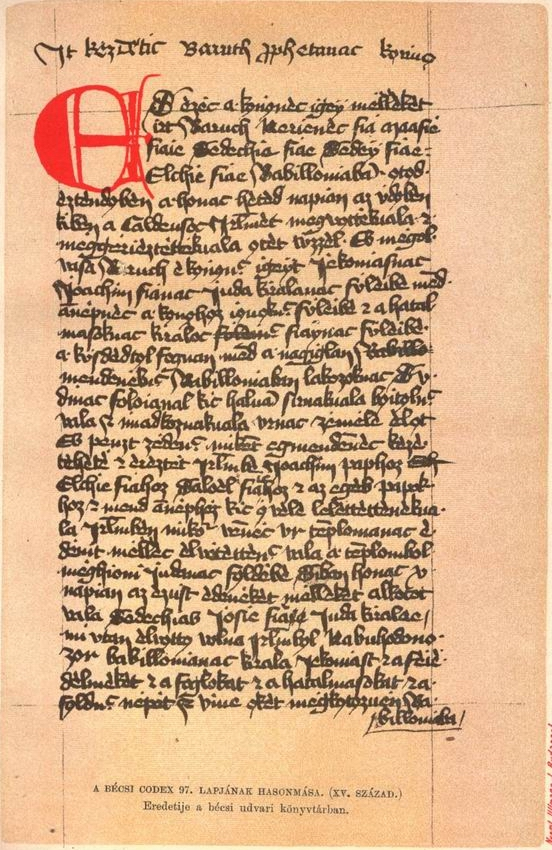
A kódex egy lapja

A Bécsi kódex a legrégebbről fennmaradt magyar bibliafordítás a 15. század középső harmadából. Az úgynevezett huszita Biblia része az 1466-ban keletkezett Müncheni kódexszel és a 15. század végén lemásolt Apor-kódexszel együtt.
A kéziratot 1932-ig a bécsi Udvari Könyvtárban őrizték, ezt követően került az Országos Széchényi Könyvtár tulajdonába (MNy 72).

## Tartalma
A kódex több ószövetségi könyv magyar fordítását tartalmazza: Rúth könyve, Judit könyve, Eszter könyve, a Makkabeusok második könyve, Báruk könyve, Dániel könyve és a tizenkét kispróféta könyvei.